# Macropus greyi
O Wallaby-toolache (Macropus greyi) é uma espécie extinta de wallaby da Austrália. Muitos o consideravam como sendo o mais elegante e gracioso espécime de canguru existente. Possuía pêlo com faixas de cinza claro e escuro ao longo das costas.
Era relativamente comum até 1910, porém, devido à sua pele, foi extensivamente caçado durante a colonização europeia. Além disso, era predado por raposas e a espécie sofreu com a destruição de seu território para pastagens. Foi declarado extinto em 1943.